# Anthogonium gracile
Anthogonium gracile – gatunek roślin z monotypowego rodzaju Anthogonium z rodziny storczykowatych (Orchidaceae). 
Rośliny z tego rodzaju występują w Himalajach, od centralnego Nepalu, przez wschodni Bhutan, północne Indie, Mjanmę, południowo-zachodnie Chiny, Laos aż po północną Tajlandię i Wietnam. 
W Arunachal Pradesh w północnych Indiach rośnie na terenach trawiastych na wysokości od 900 m do 2500 m n.p.m. Kwitnie w okresie od czerwca do października. W Sikkimie występuje na wysokości 1200-3100 m, kwitnie od sierpnia do września. 

## Morfologia
Głównie roślina naziemna, większość łodygi schowana jest pod ziemią, kłącze kuliste bądź wydłużone. Liście dwa do trzech, bardzo rzadko do pięciu. Kwiatostany wyrastają bocznie ponad liśćmi. Kwiaty są liczne, z okwiatem skierowanym do dołu. W kwiatach znajdują się cztery pylniki.

## Systematyka
Rodzaj sklasyfikowany do podplemienia Arethusinae w plemieniu Arethuseae, podrodzina storczykowe (Orchidoideae), rodzina storczykowate (Orchidaceae), rząd szparagowce (Asparagales) w obrębie roślin jednoliściennych.